# Community Health Systems
Community Health Systems est une entreprise gérant des hôpitaux dont le siège est situé à Franklin dans le Tennessee. Il gère 135 hôpitaux dans 29 états différents. 